# Pemptolasius humeralis
Pemptolasius humeralis är en skalbaggsart som beskrevs av Charles Joseph Gahan 1890. Pemptolasius humeralis ingår i släktet Pemptolasius och familjen långhorningar.
Artens utbredningsområde är Laos. Inga underarter finns listade i Catalogue of Life.